# جيرارد بورداس باهامونتيس
جيرارد بورداس باهامونتيس (بالإسبانية: Gerard Bordas) (11 سبتمبر 1981 بمانريسا في إسبانيا - ) هو لاعب كرة قدم إسباني في مركز الهجوم. لعب مع خيمناستيك طركونة ونادي جيرونا ونادي فياريال ونادي فياريال ب وLorca Deportiva CF ‏ وCF Gavà ‏ وCE Manresa ‏ ونادي تيراسا ‏.

## روابط خارجية
- جيرارد بورداس باهامونتيس على موقع قاعدة بيانات كرة القدم.إي يو (الإنجليزية)
- جيرارد بورداس باهامونتيس على موقع Soccerway.com (الإنجليزية)
- جيرارد بورداس باهامونتيس على موقع AS.com (الإسبانية)